# Bob Tway
Robert Raymond "Bob" Tway IV (født 4. maj 1959 i Oklahoma City, Oklahoma, USA) er en amerikansk golfspiller, der pr. juli 2008 står noteret for 8 sejre på PGA Touren. Hans bedste resultat i en Major-turnering er hans sejr ved US PGA Championship i 1986.

## Eksterne links
- Spillerinfo Arkiveret 21. september 2008 hos  Wayback Machine